# Vicente Arruda
Vicente Ferreira de Arruda Coelho, mais conhecido como Vicente Arruda, (Granja, 17 de maio de 1929 - Fortaleza, 12 de novembro de 2019), foi um político, advogado, cientista político, jornalista e deputado federal pelo estado do Ceará.
Exerceu 6º mandatos. Esteve filiado ao PROS (Partido Republicano da Ordem Social), mas já foi do PR e do PSDB. Seu reduto eleitoral foi na cidade de Granja-CE onde sempre obteve expressiva votação, sempre esteve ao lado da situação, nunca oposição, sua família ARRUDA domina o município a mais de 50 anos. Obteve votações em todo estado, mas principalmente na região norte e na cidade de Fortaleza.

## Biografia
Diplomou-se em Ciências Jurídicas e Sociais pela Faculdade de Direito do Ceará (1948-1952). Foi orador oficial da turma; Pós- graduação em Ciências Políticas e Administração na Universidade de Harvard- USA, em 1953-1954, com distinção, tendo sido escolhido pela revista “Harvard Alumni Bulletin" para representar o estudante estrangeiro naquela Universidade.
Ingressou no Ministério Público em 1953, mediante concurso público, no qual obteve o primeiro lugar, permaneceu na instituição até 1955; Procurador Federal 1955- 1991. Foi assessor Jurídico do Ministro de Viação e Obras Públicas de 1963 a 1964; Jornalista, redator internacional do Jornal do Brasil (Rio de Janeiro) de 1965 a 1979; Procurador Geral do INSS 1990-1991, em Brasília. Foi advogado militante no Estado do Rio de Janeiro de 1956 a 1994.
Foi candidato a deputado federal em 2014, para a 55.ª legislatura (2015-2019), pelo PROS, ficando com a suplência, assumindo o mandato posteriormente. Em 17 de abril de 2016, Vicente de Arruda votou contra a abertura do processo de impeachment de Dilma Rousseff. Votou contra a PEC do Teto dos Gastos Públicos.